# Oman Air

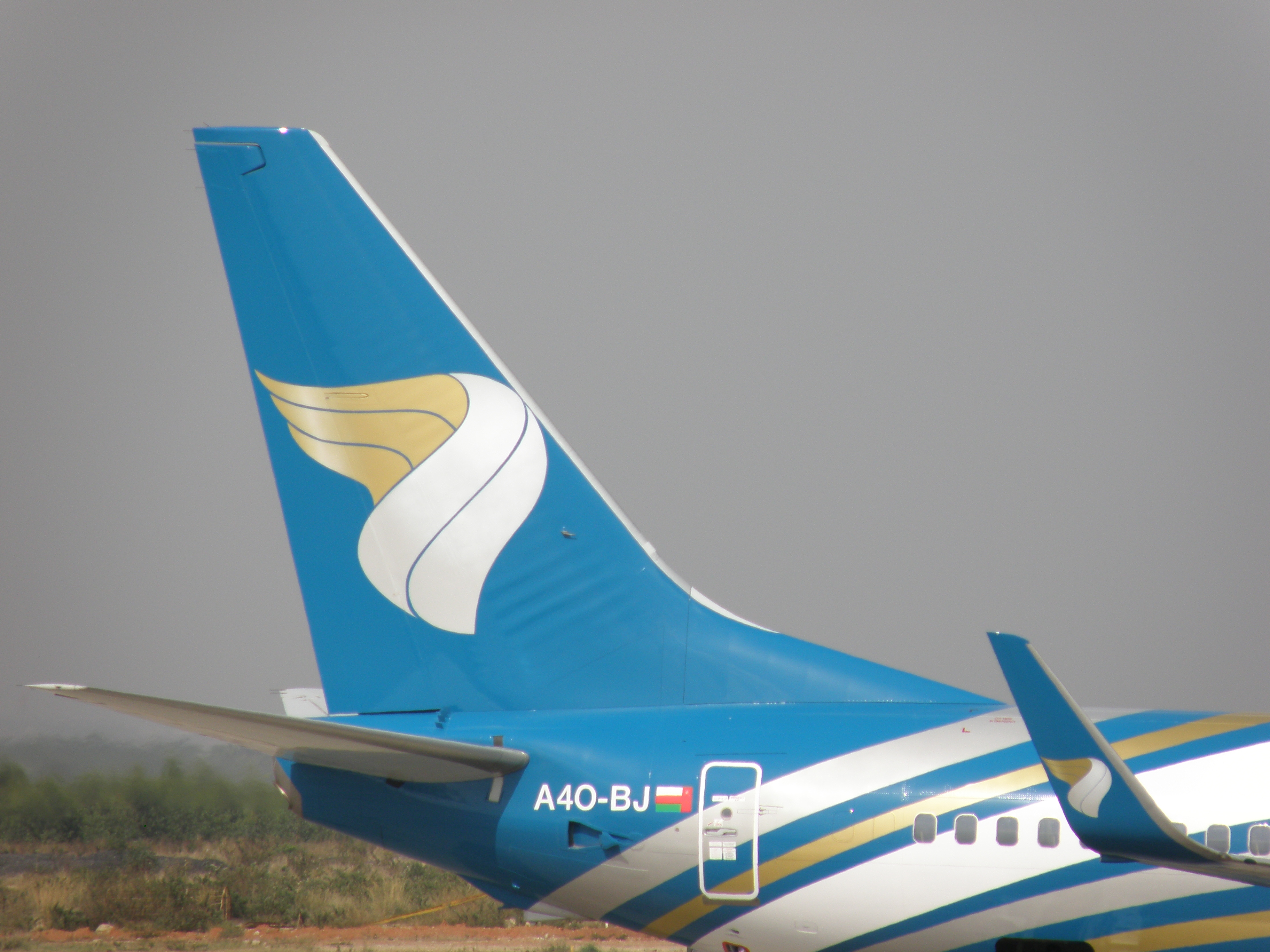
Logo Oman Air na zadní části letadla Boeing 737

Oman Air (arabsky الطيران العماني‎) je národní letecká společnost Ománu, založená roku 1970, avšak svou činnost zahájila až v roce 1993. Sídlí v hlavním městě Maskat. Leteckou základnu má na letištích v Maskatu a Salále. Aerolinie provozuje jak vnitrostátní, tak i mezistátní linky a také charterové lety. Je členem Organizace arabských letových dopravců (anglicky Arab Air Carriers Organization). Dne 1. března 2010 se stala první aerolinií na světě, která poskytuje služby mobilního telefonování, SMS a Wi-Fi internetu na vybraných linkách.

## Dějiny

### Začátky
Oman Air může sledovat své kořeny až do roku 1970, kdy byla založena organizace Oman International Services (OIS). Společnost se stala poskytovatelem pozemního letadla na letišti Beit Al Falaj. V roce 1972 společnost OIS převedla své operace na nový terminál na mezinárodním letišti Seeb. Společnost v roce 1977 převzala divizi lehkých letadel společnosti Gulf Air a předtím založila divizi leteckého inženýrství ve stejném roce.

## Smlouvy o kódexu
Společnost Oman Air má dohody o sdílení kódů s těmito leteckými společnostmi:
- Emirates
- Ethiopian Airlines (Star Alliance)
- Garuda Indonesia (SkyTeam)
- Kenya Airways (SkyTeam)[2]
- KLM (SkyTeam)
- Lufthansa (Star Alliance)[3]
- Malaysia Airlines (Oneworld)[4]
- Royal Jordanian (Oneworld)
- Saudia (SkyTeam)
- Singapore Airlines (Star Alliance)
- SriLankan Airlines (Oneworld)
- Thai Airways (Star Alliance)
- Turkish Airlines (Star Alliance),

## Flotila
V dubnu roku 2021 společnost Oman Air provozovala následující letadla:[zdroj?]
| Letadlo          | Počet | Objednávky | Cestující | Cestující | Poznámky |
| Letadlo          | Počet | Objednávky | Y         | Celkem    | Poznámky |
| ---------------- | ----- | ---------- | --------- | --------- | -------- |
| Embraer 175      | 4     | ?          |           |           |          |
| Boeing 737-800   | 16    | ?          |           |           |          |
| Boeing 737 MAX 8 | 5     | ?          |           |           |          |
| Boeing 737-900ER | 5     | ?          |           |           |          |
| Boeing 787-8     | 2     | ?          |           |           |          |
| Boeing 787-9     | 7     | v          |           |           |          |
| Airbus A330-200  | 4     | ?          |           |           |          |
| Airbus A330-300  | 6     | ?          |           |           |          |
| Celkem           | 49    | ?          |           |           |          |